# Alpioniscus sideralis
Alpioniscus sideralis Taiti & Argano, 2019 è un crostaceo isopode della superfamiglia Trichoniscoidea.

## Descrizione
Cieco e incolore, è lungo meno di 1 centimetro.

## Habitat e distribuzione
Esemplari di questa specie sono stati identificati e studiati per la prima volta nel 2012, durante la missione di addestramento di alcuni astronauti dell'Esa nella grotta Su Bentu, in territorio di Oliena (Sardegna).